# Страчені на світанку
«Страчені на світанку …» (рос. Казнены на рассвете…) — радянський чорно-білий історико-біографічний фільм 1964 року, присвячений долі старшого брата Леніна — молодому революціонеру Олександру Ульянову і його товаришам.

## Сюжет
Фільм починається з арешту групи молодих революціонерів, членів терористичної фракції «Народної волі» — Олександра Ульянова і його товаришів, які готували замах на імператора Олександра III. Сюжет, в цілому відповідаючи історичній канві подій, розповідає про заключний період життя Олександра Ульянова і демонструє сцени суду над революціонерами, прощання Олександра з матір'ю, психологічних переживань героя і, нарешті, страти. Примітно, що в фільмі немає самого Леніна, якому на той момент, в 1887 році, було сімнадцять років; однак у фінальній заставці фільму міститься неповна цитата Володимира Ілліча з «Доповіді про Революцію 1905 року»: «Без сумніву, ці жертви впали недаремно, вони сприяли — прямо або побічно — подальшому революційному вихованню російського народу».

## У ролях
- Вадим Ганшин —  Олександр Ульянов
- Г. Федюшенко —  Петро Якович Шевирьов
- Борис Голдаєв —  Василь Степанович Осипанов
- Костянтин Худяков —  Пахомій Іванович Андреюшкин
- Анатолій Семенов —  Василь Денисович Генералов
- Володимир Честноков —  Менделєєв
- Віктор Речман —  Канчер
- Володимир Лебедєв —  ректор університету
- Валентин Грачов —  Новоруський
- Єлизавета Солодова —  Марія Олександрівна Ульянова
- Тетяна Конюхова —  Ганна Іллівна Ульянова
- Валентина Бєляєва —  Марія Олексіївна Ананьїна
- Андрій Файт —  генерал
- Євген Тетерін —  перший сенатор
- Світлана Швайко —  Таня
- Петро Соболевський —  генерал Грессер
- Валерій Головненков —  Іван Сергійович, робочий
- Сергій Курилов —  прокурор
- Яків Бєлєнький —  Федоров, генерал-майор
- Любов Малиновська —  перехожа
- Дмитро Орловський —  робочий, член гуртка  (немає в титрах)
- Юрій Серебряков —  Петро Ілліч Чайковський

## Знімальна група
- Режисер — Євген Андриканіс
- Сценаристи — Олексій Нагорний, Гелій Рябов, А. Ходанен
- Оператор — Еміль Гулідов
- Художник — Георгій Турильов